# 高毛戸
高毛戸（たかげど）は、秋田県鹿角市にある山である。高毛山と呼ばれることもある。

## 概要
標高875.48m。八森から南へ伸びる稜線上にある。稜線は、鳥谷沢頭・高毛戸・角麓平・竹ノ子平を通り、呱子森を経て八幡平へ続いている。北流して米代川に合流する居熊井沢を隔てて北東の高畑山方向の尾根を分岐する。ただし、地質学的には八森方面とは居熊井沢断層、高畑山方面とは湯瀬山断層によって隔てられている。竹の子平までの稜線から南西の熊沢川方面にかけては、新第三系中新統の堆積岩層が広がり、グリーンタフ地向斜の一つとして、日本海の形成期の沿岸部が隆起して形成された山であると考えられている。山頂から東に350m程のところに岩手県との県境がある。

## 近くの山
- 角麓平
- 竹ノ子平